# クリス・ニューマン (音響技術者)
クリス・ニューマン（Chris Newman, 1940年2月17日 - 2025年2月3日）は、アメリカ合衆国の音響ミキサー、音響監督である。『ゴッドファーザー』、『アマデウス』、『エクソシスト』、『羊たちの沈黙』、『イングリッシュ・ペイシェント』などにクレジットされている。
アカデミー録音賞は3度受賞している。

## 受賞とノミネート
| 賞           | 年     | 部門   | 作品名                       | 結果       |
| ------------ | ------ | ------ | ---------------------------- | ---------- |
| アカデミー賞 | 1971年 | 録音賞 | フレンチ・コネクション       | ノミネート |
| アカデミー賞 | 1972年 | 録音賞 | ゴッドファーザー             | ノミネート |
| アカデミー賞 | 1973年 | 録音賞 | エクソシスト                 | 受賞       |
| アカデミー賞 | 1980年 | 録音賞 | フェーム                     | ノミネート |
| アカデミー賞 | 1984年 | 録音賞 | アマデウス                   | 受賞       |
| アカデミー賞 | 1985年 | 録音賞 | コーラスライン               | ノミネート |
| アカデミー賞 | 1991年 | 録音賞 | 羊たちの沈黙                 | ノミネート |
| アカデミー賞 | 1996年 | 録音賞 | イングリッシュ・ペイシェント | 受賞       |